# With U
With U – drugi japoński minialbum południowokoreańskiej grupy Big Bang, wydany 28 maja 2008 roku przez YG Entertainment. Album był promowany przez singel With U oraz Baby Baby (angielskojęzyczną wersję utworu "Majimak Insa (Last Farewell)"). Osiągnął 45 pozycję w rankingu Oricon i pozostawał na liście przez 3 tygodnie.

## Lista utworów
| Nr | Tytuł                                                                  | Słowa           | Kompozycja               | Aranżacja              | Czas |
| -- | ---------------------------------------------------------------------- | --------------- | ------------------------ | ---------------------- | ---- |
| 1. | "With U (Intro)"                                                       |                 |                          |                        | 1:08 |
| 2. | "With U" (wer. angielska)                                              | G-Dragon, Perry | G-Dragon                 | Teddy, G-Dragon, Perry | 3:01 |
| 3. | "Baby Baby" (wer. angielska "Majimak Insa (Last Farewell)")            | G-Dragon, Perry | G-Dragon, Brave Brothers | Brave Brothers         | 3:53 |
| 4. | "This Love" (wer. angielska) (G-Dragon solo)                           | G-Dragon        | G-Dragon, Maroon 5       | G-Dragon               | 3:30 |
| 5. | "Mad About You" (wer. japońska "Babo (Fool)")                          | G-Dragon        | G-Dragon, Brave Brothers | Brave Brothers         | 3:46 |
| 6. | "We Belong Together" (wer. angielska; (feat. Pak Bom z 2NE1)           | G-Dragon, T.O.P | G-Dragon                 | Teddy                  | 3:59 |
| 7. | "Shake It" (wer. angielska "Heundeul-eo (Shake It)"; feat. Lee Eun-ju) | G-Dragon        | G-Dragon, Brave Brothers | Brave Brothers         | 3:45 |
| 8. | "My Girl" (wer. japońska) (Taeyang solo)                               | G-Dragon        | Israel Dwaine Cruz       | Israel Dwaine Cruz     | 3:49 |